# 石狩金澤車站
石狩金澤站（日语：／ Ishikari-Kanazawa eki */?）是位於北海道石狩郡當別町字金澤，原隸屬於北海道旅客鐵道（JR北海道）札沼線（學園都市線）的铁路废站。電報略號為。
車站名稱源自開發當地道路的樺戶集沿監看守長的出身地，石川縣金澤市，再加上舊國名石狩而成。

## 歷史
- 1935年（昭和10年）10月3日：國有鐵道札沼線石狩當別車站至浦臼車站路段開始營運[1]。同時本車站開始營業。
- 1944年（昭和19年）7月21日：由於第二次世界大戰戰事惡化，札沼線的石狩月形站至石狩月形車站指定為不要不急線而停止營運。本車站亦停止營運。
- 1946年（昭和21年）12月10日：札沼線石狩當別站至浦臼站路段恢復營運，本車站亦同時恢復營業。
- 1949年（昭和24年）6月1日：本路線由日本國有鐵道（國鐵）繼承。
- 1979年（昭和54年）2月1日：停止貨物及行李裝卸業務。同時車站簡易委託化。
- 1987年（昭和62年）4月1日：由於國鐵分割民營化，車站由JR北海道管理。
- 1991年（平成3年）3月16日：札沼線的暱稱設定為「學園都市線」[1][2]。
- 1996年（平成8年）3月16日：札沼線石狩當別站至本車站的列車開始一人控制。
- 2000年（平成12年）：札沼線桑園車站至本車站引入自動進路制御裝置（PRC）。
- 2020年（令和2年）
  - 4月17日：受冠状病毒病疫情影响，北海道醫療大學站至本站提前停駛[3]。
  - 5月7日：札沼线北海道医疗大学站-新十津川站区间废线，本站废站[4]。

## 車站構造
废站前為側式月台1面1線的地面車站。亦是無人車站，現時的站房由守車改建而成。
過去（1976年）本車站正面為島式月台、背後為側式月台的複合式2面2線，能進行列車交會的車站。但當車站因停止貨物裝卸業務並同時無人化後，貨物路軌往札幌方向被移走並成為養路用路軌，而車站背後的月台及路軌亦移走令車站成為側式月台1面1線的車站。之後，養路用路軌再被移走成為單路軌車站。

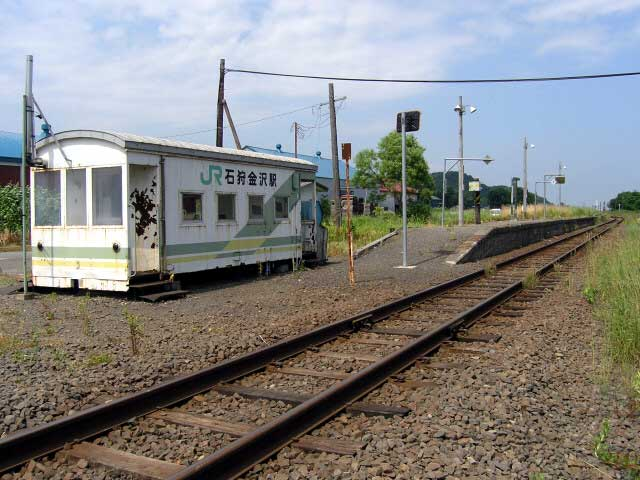
車站全景（2004年6月）
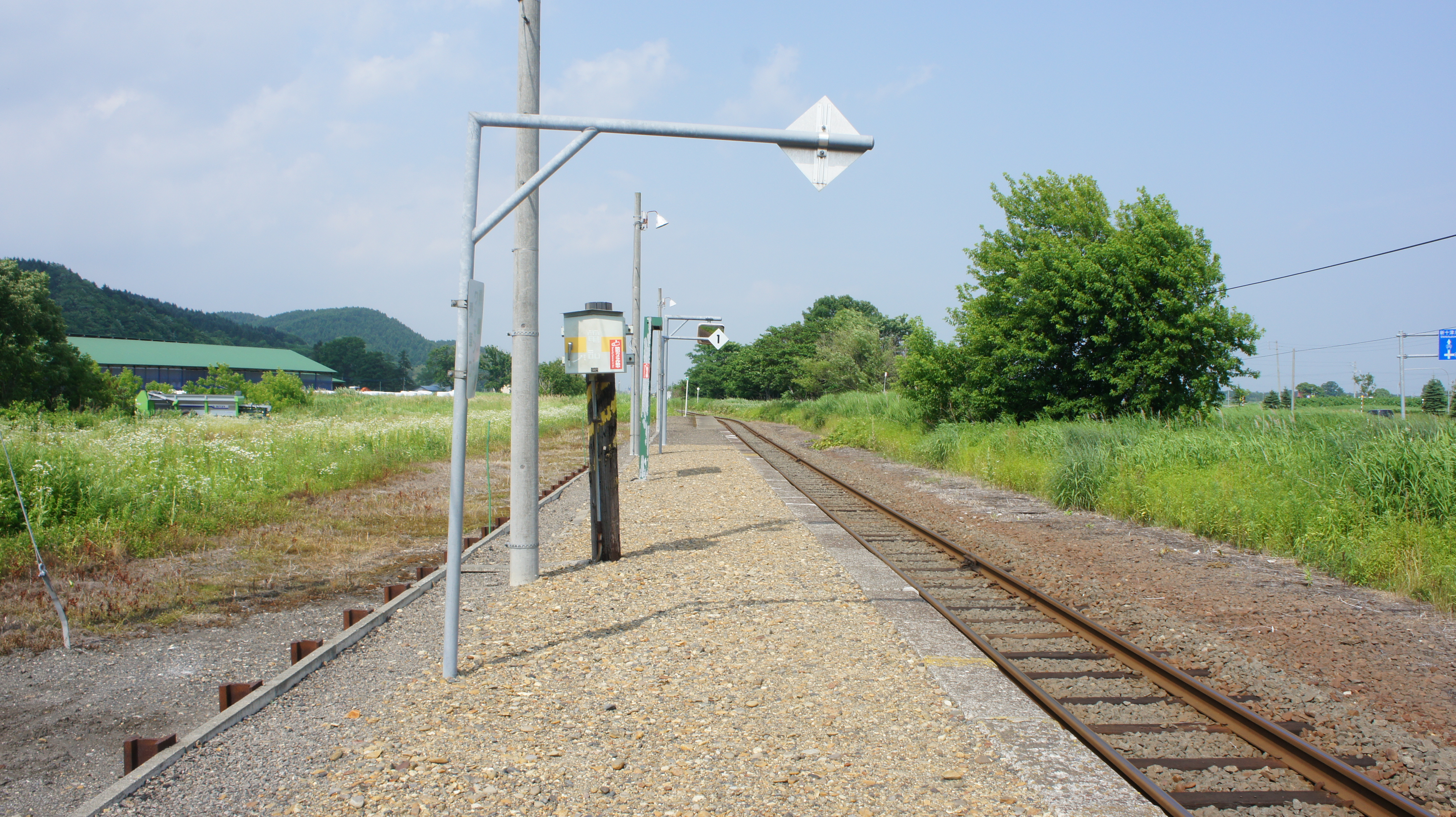
月台（2017年7月）
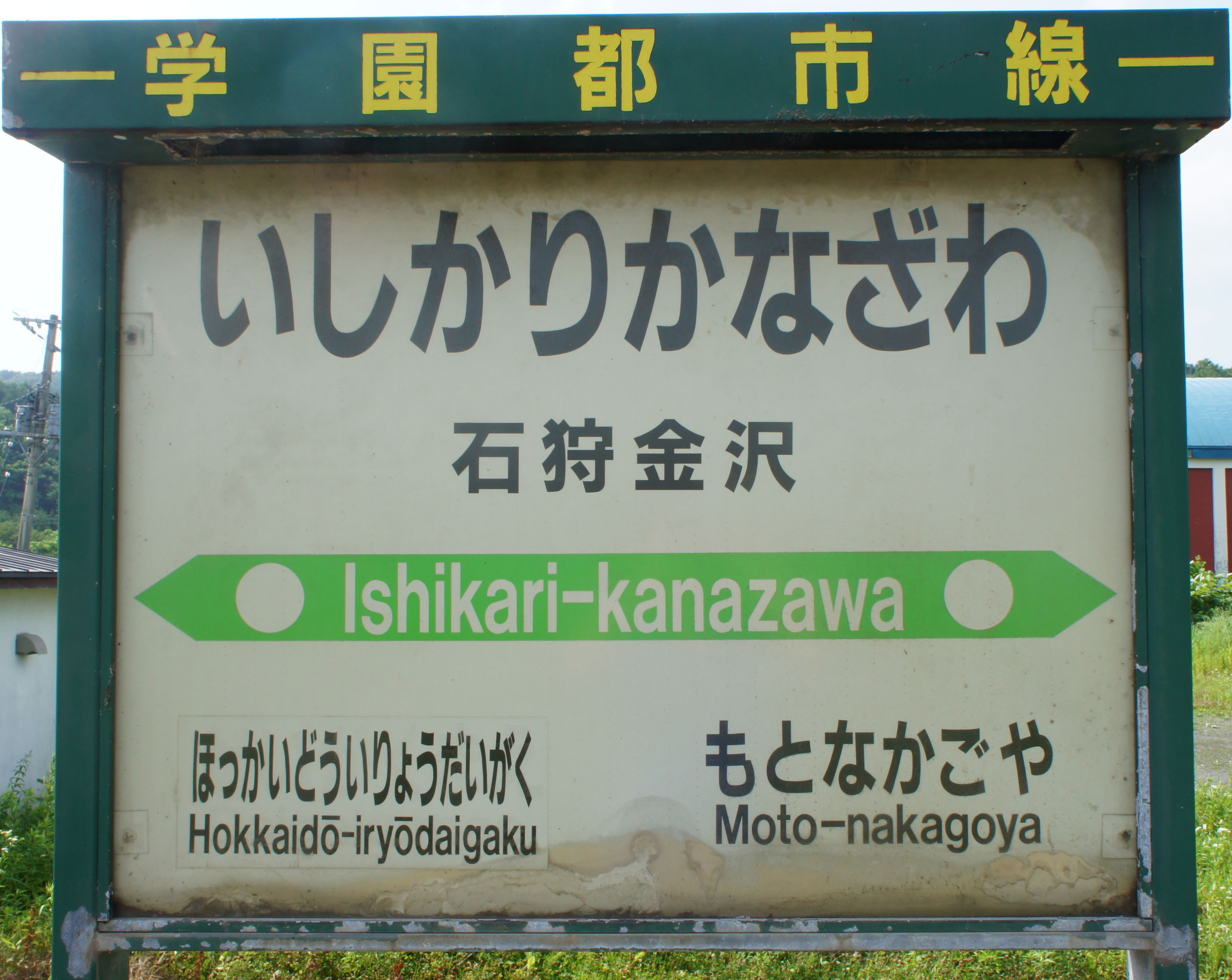
站名牌（2017年7月）

## 載客量
- 2011年至2015年度平均每天載客量少於10人[5][6]。

| 載客量 | 載客量       |
| 年份   | 每天平均人次 |
| ------ | ------------ |
| 2011年 | 10           |
| 2012年 | 8            |
| 2013年 | 8            |
| 2014年 | 9            |

## 車站周邊
車站前為廢校校舍（舊町立金澤小學），附近有數戶民居。
- 國道275號
- Fukurofu乃湯（ふくろふ乃湯） - 步行約3分鐘

## 相鄰車站
北海道旅客鐵道（JR北海道）
札沼線（學園都市線）
北海道醫療大學（G14）－石狩金澤－本中小屋